# Ancema cameria
Ancema cameria är en fjärilsart som beskrevs av De Nicéville 1898. Ancema cameria ingår i släktet Ancema och familjen juvelvingar. Inga underarter finns listade i Catalogue of Life.